# 조유정 (가수)
조유정(1995년 ~ )은 대한민국의 가수이다.

## 학력
- 복음신학대학교 실용음악과
- 동국대학교 대학원 선학과
- 동국대학교 대학원 풍수지리학과

## 음반
- 2011년 꽃미남 아니지만
- 2013년 왔구나

## 홍보대사
- 2011년 한국문학방송 홍보대사

## 수상
- 2011년 제18회 대한민국연예예술상 연예예술발전공로상
- 2012년 의료법인 거붕의료재단 선행 감사패 수여